# Tamburkorps
Et tamburkorps eller tambourkorps (dog ikke godkendt stavemåde iflg. Retskrivningsordbogen) er et orkester, der har en grundbesætning bestående af marchtrommer, stortromme og fløjter, derudover spilles undertiden også tenortromme og lyre eller klokkespil. Foran korpset går en tambourmajor og dirigerer lydløst med tambourstaven dirigerer musikken og styrer tamburkorpset på samme tid. Tambourer blev benyttet meget under Trediveårskrigen i begyndelsen af 1600-tallet, men er kendt mindst 100 år tidligere i renæssancen. Det var tambourerne, der omsatte officerernes mundtlige ordrer til auditive musiksignaler, som soldaterne på lang afstand kunne parere ordre til. I kamptummelen kunne mundtlige ordrer næsten ikke høres, i alt fald ikke på lang afstand, så derfor benyttede man igennem mange århundreder tamburer til at spille ordrene. En tambur kunne i gamle dage tegne kontrakt i 10, 20 eller 30 år, som man i dag vil kalde for en konstabel. Kongen kunne udleje sine regimenter, hvis han ville, for at tjene penge. Tamburen måtte rejse med sit regiment rundt i Europa, hvis der var brug for det, og havde han familie, så rejste de faktisk med allerbagest i geledderne.
I dag er de fleste tamburkorps en del af DDS (Det danske spejderkorps) og nævnes i daglig tale som "musikspejdere"

Tamburkorps er for en stor del organiseret i uniformerede ungdomskorps (ofte spejderkorps), eller under landsgarderforeningen som er en forening for danske bygarder.
Det nok mest kendte tambourkorps i dk er tamburkorpset ved Tivoligarden.
Livgardens Tambourkorps består af konstabler og værnepligtige, henholdsvis fløjter og marchtrommer. For tiden under ledelse af SSG M. S. Thurø. – Tambour for life (Dyrsø)